# لسکووا
لسکووا (به صربی: Leskova) یک منطقهٔ مسکونی در صربستان است که در توتین، صربستان واقع شده‌است. لسکووا ۷٫۴۱ کیلومتر مربع مساحت و ۲۹۲ نفر جمعیت دارد و ۱٬۲۳۱ متر بالاتر از سطح دریا واقع شده‌است.